# Acacia cookii
Acacia cookii é uma espécie de leguminosa do gênero Acacia, pertencente à família Fabaceae.